# Fight of the Century
Fight of the Century (it: "La battaglia del secolo") è il soprannome dato all'incontro di pugilato Muhammad Ali vs. Joe Frazier, combattuto l'8 marzo 1971 al Madison Square Garden di New York. Si trattò del primo confronto tra i due, seguito poi da altri due incontri (entrambi vinti da Ali) facenti parte della celebre "Rivalità Ali-Frazier". Fu la prima volta nella quale due pugili imbattuti si affrontarono con in palio il titolo mondiale dei pesi massimi. Frazier vinse ai punti al 15º round per decisione unanime.

## Contesto
Nel 1971, sia Ali sia Frazier potevano legittimamente ambire al titolo di campione mondiale indiscusso dei pesi massimi. Ali aveva vinto il titolo battendo Sonny Liston a Miami Beach, Florida, nel 1964, e lo aveva difeso con successo fino a quando non gli era stata tolta d'ufficio la cintura per renitenza alla Leva nel 1967. In assenza di Ali, l'imbattuto Frazier aveva conquistato due cinture da campione sconfiggendo per KO Buster Mathis e Jimmy Ellis. Alcuni esperti di boxe, ritenevano Frazier superiore ad Ali, il che creò molta attesa nei confronti del match che avrebbe finalmente dovuto stabilire chi era il più forte tra i due campioni.
L'incontro acquisì anche altri significati al di fuori dello sport per molti americani, poiché Ali era visto come un simbolo della sinistra anti-establishment durante il suo esilio forzato dal ring, mentre Frazier era stato "adottato" dai conservatori di destra a favore della guerra in Vietnam. Secondo il documentario Thriller in Manila del 2009, il match, "scosse l'intera nazione".

## L'incontro
La sera dell'incontro, al Madison Square Garden c'era un'atmosfera carica di aspettative, con attenti controlli da parte della polizia nei confronti del pubblico, anche per la presenza nell'arena di tante celebrità, da Norman Mailer a Woody Allen, da Frank Sinatra a Burt Lancaster. Il match fu trasmesso in oltre 50 nazioni in 12 lingue differenti per un pubblico stimato di circa 300 milioni di telespettatori. In alcune città scoppiarono dei disordini quando, per cause tecniche, la trasmissione si interruppe a metà del terzo round. L'arbitro designato per la contesa era Arthur Mercante Sr.
1º round: Alì è mobile e parte all'attacco. Scarica rapidi colpi al viso di Frazier e controlla la distanza con il jab. Tuttavia Frazier applica una pressione costante e va a segno con tre ganci sinistri alla mandibola di Alì. Quest'ultimo scuote la testa al pubblico come per dire che i colpi del campione non hanno effetto.
2º round: Alì continua ad andare a segno mentre Frazier fa fatica. Il combattimento è feroce e senza tragua, si combatte sia con i pugni che con le parole. Alì sorprende il campione con splendide combinazioni al viso ma a fine round Frazier riesce a sbloccarsi e scuote Alì con un potente gancio sinistro.
3º round: Frazier è sempre all'attacco ma riesce ad andare a segno solo dopo aver incassato 3/4 colpi di Alì. Quest'ultimo sta dominando il round quando a dieci secondi dalla fine viene raggiunto da un bellissimo gancio sinistro di Frazier al viso che lo costringe alle corde. Alì si chiude incassando i colpi feroci di Frazier ai fianchi e al gong alza le braccia al cielo per schernire Frazier.
4º round: Alì riprende ad andare a segno con una pioggia di diretti al viso di Frazier. Quest'ultimo tuttavia non ha intenzione di andare al tappeto e diventa sempre più aggressivo. A 40 secondi dalla fine Frazier mette a segno un potente gancio sinistro alla mandibola che scuote Alì. Seguono scambi feroci che fanno impazzire il pubblico del Garden.
5º round: Frazier è sempre più sicuro e spavaldo mentre Alì continua a bombardare il viso del campione. Frazier abbassa le braccia e sfida Alì a colpirlo, proprio quello che Alì faceva ai suoi avversari. Lo sfidante tuttavia mostra i primi segni di stanchezza.
6º round: Frazier ha ormai ingranato e sorprende Alì con uno splendido gancio sinistro al viso. Alì, che aveva previsto il ko in questo round, si salva grazie ai suoi leggendari riflessi ma non è più sicuro come prima della vittoria.
I tre anni e mezzo di lontananza dal ring cominciano a farsi sentire.
7º round: i due pugili iniziano a sentire la stanchezza per la durezza e il ritmo frenetico dell'incontro. Frazier sembra avere più energie e bombarda il corpo di Alì. Lo sfidante riprende ad andare a segno ma a fine ripresa è costretto a rifugiarsi alle corde e cerca di schernire Frazier abbassando la guardia.
8º round: Frazier attacca incessantemente e inchioda Alì alle corde. L'attacco al corpo di Frazier ha determinato la perdita di mobilità di Alì. Questo si sdraia sulle corde per prendere fiato e invita Frazier a colpire. A fine round Frazier prende Alì per le braccia e lo trascina a centro ring con un gesto plateale.
9º round: Il campione cala di ritmo e Alì torna ad andare a segno. Questo a metà ripresa finisce di nuovo alle corde e incassa i colpi di Frazier. A 30 secondi dalla fine Alì recupera alla grande e scaglia tutto quello che ha su Frazier, ferito, che indietreggia per la prima volta nel match. Il round si chiude con Alì all'attacco e Frazier alle corde.
10º round: Alì, dopo un insospettabile ritorno, riorganizza le idee e va a segno pesantemente al viso di Frazier. Il campione è sempre all'attacco ma non riesce ad andare a segno col gancio. Inoltre Frazier ha l'occhio destro completamente tumefatto. Alì sembra aver ripreso il controllo del match ma non sarà così.
11º round: Alì poggia il ginocchio a terra in seguito a un forte gancio sinistro di Frazier ma si rialza all'istante. L'arbitro la vede come una scivolata. Alì riprende a schernire Frazier e a prendere tempo poggiandosi alle corde ma a fine round viene raggiunto da un gancio sinistro alla mascella, poi da un violento gancio al fegato e infine da un altro gancio sinistro al viso che gli fa piegare le gambe. Salvato dalle corde Alì resiste come può all'assalto di Frazier e continua incredibilmente a schernirlo e a barcollare facendogli credere di essere ferito. Il round si chiude con Alì nei guai.
12º round: Frazier tenta un altro assalto e sorprende un Alì scosso con due potenti ganci sinistri alla mascella. Il campione però non riesce a mantenere questo ritmo incessante e si appoggia ad Alì che prende tempo e lega. Lo sfidante dimostra orgoglio e sa resistere e tenta un assalto costringendo Frazier alle corde, ma la sua azione è confusa. Frazier abbassa la guardia e schernisce Alì. Alì, superato molto bene il brutto momento di prima, va a segno con potenti destri d'incontro.
13º round: Alì riprende mobilità e colpisce il viso di Frazier con colpi potenti e precisi. Ma il campione continua ad avanzare e Alì non riesce a tenere il ritmo iniziale. A fine ripresa Alì, chiuso alle corde, scambia colpi feroci corpo a corpo con il campione che non intende mollare.
14º round: Frazier perde chiaramente questa ripresa. Alì va a segno con rapide combinazioni che infieriscono sul viso segnato di Frazier e dimostra di essere in grado di riconquistare il titolo.
15º round: si arriva all'ultimo round con Frazier in vantaggio ai punti per 7-6-1, 8-6 e 10-4. Alì sa di essere sotto nel punteggio e cerca disperatamente il ko. I suoi sogni vengono interrotti da un micidiale gancio sinistro di Frazier che lo manda al tappeto. Alì si rialza subito ma è costretto a subire l'assalto finale di Frazier che, esausto, non ha l'energia per porre fine al match. Alì è orgoglioso e tenta il ko ma non ha né il tempo né l'energie per ribaltare l'esito del match. Il gong suona e Frazier è quello messo peggio perché ha dovuto incassare tantissimo per andare a segno. Ha gli occhi completamente chiusi, le labbra spaccate mentre la fronte e le guance sono completamente gonfi. Alì non ha graffi ma ha una mascella grottescamente gonfia a causa dei ganci sinistri del campione.
Pochi minuti dopo viene annunciato il verdetto dei giudici: Frazier vince il match ai punti per decisione unanime (decisione contestata da molti) per 8-6-1, 9-6 e 11-4, condannando Muhammad Ali alla sua prima sconfitta da professionista.

### Arbitro e giudici
- Arbitro: Arthur Mercante Sr.
- Giudice: Artie Aidala
- Giudice: Bill Recht

## Conseguenze
Frazier cedette il titolo 22 mesi dopo, il 22 gennaio 1973, quando fu messo KO da George Foreman.
Ali, a sua volta, rifiutò di ammettere pubblicamente la sconfitta e la bollò come una "decisione dell'uomo bianco". Dopo due match con Ken Norton nel 1973, vinse il rematch con Frazier nel gennaio 1974. Successivamente Ali avrebbe definitivamente vinto il confronto sconfiggendo nuovamente Joe Frazier nel loro terzo celebre confronto nelle Filippine, soprannominato "Thrilla in Manila".